# 释请佛
释请佛（1916年11月—），俗名赵文斌，男，山西神池人，中国佛教僧人，曾任中国佛教协会常务理事，第八届全国政协委员。